# Mankato (Kansas)
Mankato es una ciudad ubicada en el condado de Jewell en el estado estadounidense de Kansas. En el año 2010 tenía una población de 869 habitantes y una densidad poblacional de 334,23 personas por km². Se encuentra al norte del estado, cerca de la frontera con Nebraska.

## Geografía
Mankato se encuentra ubicada en las coordenadas 39°47′14″N 98°12′33″O / 39.78722, -98.20917 (39.787220, -98.209274).

## Demografía
Según la Oficina del Censo en 2000 los ingresos medios por hogar en la localidad eran de $29,286 y los ingresos medios por familia eran $41,429. Los hombres tenían unos ingresos medios de $30,000 frente a los $17,813 para las mujeres. La renta per cápita para la localidad era de $17,457. Alrededor del 9.2% de la población estaban por debajo del umbral de pobreza.